# Padej
Padej (cyr. Падеј) – wieś w Serbii, w Wojwodinie, w okręgu północnobanackim, w gminie Čoka. W 2011 roku liczyła 2376 mieszkańców.